# Sfumato

La Joconde témoigne de l'usage du sfumato par Léonard. Vers 1503-1506, huile sur panneau de peuplier.

Le sfumato est une technique picturale qui donne au sujet des contours imprécis au moyen de glacis d'une texture lisse et transparente.
« Il consiste en une manière de peindre extrêmement moelleuse, qui laisse une certaine incertitude sur la terminaison du contour et sur les détails des formes quand on regarde l'ouvrage de près, mais qui n'occasionne aucune indécision, quand on se place à une juste distance (EM 1791) ». Le sfumato, en italien « enfumé » (Béguin), s'oppose à la vigueur et à l'accentuation du trait qu'on appelle, dans la peinture classique, « sentiment ».
Le sfumato est l'un des quatre effets de peinture canoniques de la Renaissance. Les trois autres sont l'unione (en), le chiaroscuro (ou clair-obscur) et le cangiante. Il ne faut pas le confondre avec la perspective aérienne, qui fait l'objet d'une toute autre réflexion théorique et ne s'obtient généralement pas par les mêmes moyens. La technique permet cependant une autre interprétation : Léonard de Vinci s'est penché avec l'acuité d'un physicien sur les effets de l'éclairage et sur les passages insensibles de l'ombre à la lumière qui abolissent les contours. La traduction de telles observations sur le plan pictural produit l'enveloppement vaporeux des formes (sfumato) et suggère l'atmosphère qui les environne.

## Théorie
Léonard de Vinci a théorisé l'usage du sfumato, lié à ses recherches sur la vision et l'optique, ainsi que ses expérimentations avec la camera obscura. « Veille à ce que tes ombres et lumières se fondent sans traits ni lignes, comme une fumée. » Combiné avec le clair-obscur, il simule la distance et le volume, également dépourvu de contour exact, puisque changeant d'un œil à l'autre et avec chaque mouvement.
Ernst Gombrich relie le sfumato à l'effort du spectateur pour interpréter comme une scène en profondeur une représentation dont il voit bien qu'elle est plate. En supprimant des détails et de la précision, l'artiste facilite la projection sur l'image plate de ce que le spectateur sait de scènes plus ou moins semblables, vues en réalité. Comme l'a écrit Daniele Barbaro en 1556 « faire le contour doux, et enfumé, afin que se comprenne ce qui ne se voit pas ».

## Le sfumato de Léonard de Vinci
Le sfumato de Léonard a longtemps été un sujet d'études esthétiques plus que d'analyses techniques. Il n'a fait l'objet de vérifications expérimentales, pratiques, qu'à la fin du XXe siècle (Franck 1993). Le travail de copie critique a beaucoup fait avancer la connaissance de la technique picturale de Léonard en réorientant la recherche vers l'étude du geste artistique et celle des procédures de création traditionnelles en vigueur dans les ateliers de la Renaissance. La technique du glacis avait été précédemment utilisée par les Flamands et elle était une pratique courante dans les techniques de peinture à l'huile, que les peintres ont continué à employer jusqu'au bouleversement de l'esthétique de la peinture au cours du XIXe siècle.
Les Romantiques — Ingres excepté —, le courant réaliste (Courbet), puis les impressionnistes ont abandonné ou simplifié cette technique longue et méticuleuse (il faut entre chaque couche quelques jours ou semaines de séchage) pour adopter une peinture qui privilégie davantage la spontanéité de la touche, laissée visible, ainsi que l'effet de matière empâtée dit impasto (par opposition à la facture lisse des peintres du Quattrocento et du début du Cinquecento). Producteur d'une matière extrêmement mince et lisse dans les chairs, Léonard de Vinci travailla au moins quatre ans assidument sur La Joconde, selon le témoignage de Vasari.
La manière de Léonard, et les modalités matérielles de son écriture, ont toujours été singulières, c'est pourquoi l'étude physique des matériaux employés dans les peintures de Léonard de Vinci est longtemps restée limitée. Les autorités du Musée du Louvre, préoccupées par la conservation de la Joconde, engagèrent à partir de 2004 des analyses poussées de sa matière, par diverses méthodes d'examen sans prélèvement. L'analyse des couches de peinture et de la composition des pigments par spectrométrie de fluorescence X, par des scientifiques du Centre de recherche et de restauration des musées de France (Louvre) et de l'installation européenne de rayonnement synchrotron de Grenoble dura six ans. Elle a conclu, en 2010, que le tableau est recouvert de dizaines de couches de 1 à 3 microns. Ce n'est pas le cas de toutes les œuvres de Léonard ; La Belle Ferronnière, par exemple, est peinte d'une manière beaucoup plus habituelle et rapide, alors que le Saint Jean-Baptiste et la Sainte Anne du Louvre sont peintes selon ce procédé et selon la technique ultra-méticuleuse du « fondu complexe », dont l'une des phases décisives est le micro-divisionnisme.
L'analyse a montré l'utilisation surprenante d'oxyde de manganèse, spécifique à Léonard. Ce pigment, très siccatif, est d'ordinaire déconseillé pour la peinture à l'huile ; mais ce pouvait être un avantage pour de multiples couches très fines. Il fallait cependant utiliser une poudre beaucoup plus fine que d'ordinaire. On suppose que des croquis de moulins trouvés dans les manuscrits de Léonard correspondent à une machine destinée à ce résultat. Les couches de peinture ne présentent aucune trace de pinceau. Selon certains scientifiques, Léonard aurait peint avec le gras des doigts ; d'autres remarquent qu'un liant avec une proportion adéquate de solvant peut permettre la disparition des marques du pinceau. La technique vincienne du « fondu complexe » est néanmoins avérée : des traces de micro-touches, recouvertes ou non de minces couches translucides, s'observent dans la Joconde du Prado et dans la Sainte Anne (Inv. 737) de la galerie des Offices à Florence, copies d'atelier exécutées sous la direction même de Léonard (Franck, 2014).

## Le sfumato classique
Les peintres, qui ne pouvaient travailler aussi longtemps et vendre aussi cher que Léonard, peignaient le sfumato avec moins de couches plus épaisses. Ils obtenaient seulement un léger flou, sans la luminosité du procédé de Léonard. Raphaël peint ainsi en trois couches, ce qui ne nécessite que deux périodes de séchage, comme sans doute la plupart des artistes ensuite.
À partir de l'époque baroque, l'esthétique académique qui domine privilégie  le dessin, ce qui incite les artistes à renoncer au sfumato, au profit de la ligne, qui souligne le contour et en accentue l'expression, tout en mettant en valeur la maîtrise du trait. Cet effet se dénomme, dans les mots de l'époque, le « sentiment ».
Au XIXe siècle, Pierre-Paul Prud'hon reprend le sfumato (Béguin).

## Le sfumato chez Vermeer
Johannes Vermeer a lui aussi utilisé la technique du sfumato, par exemple sur La Laitière ou sur Une femme jouant de la guitare.